# Hemidactylus frenatus
Il geco delle case asiatico (Hemidactylus frenatus) Schlegel in Duméril & Bibron, 1836 è un sauro della famiglia dei Gekkonidi.

## Distribuzione e habitat

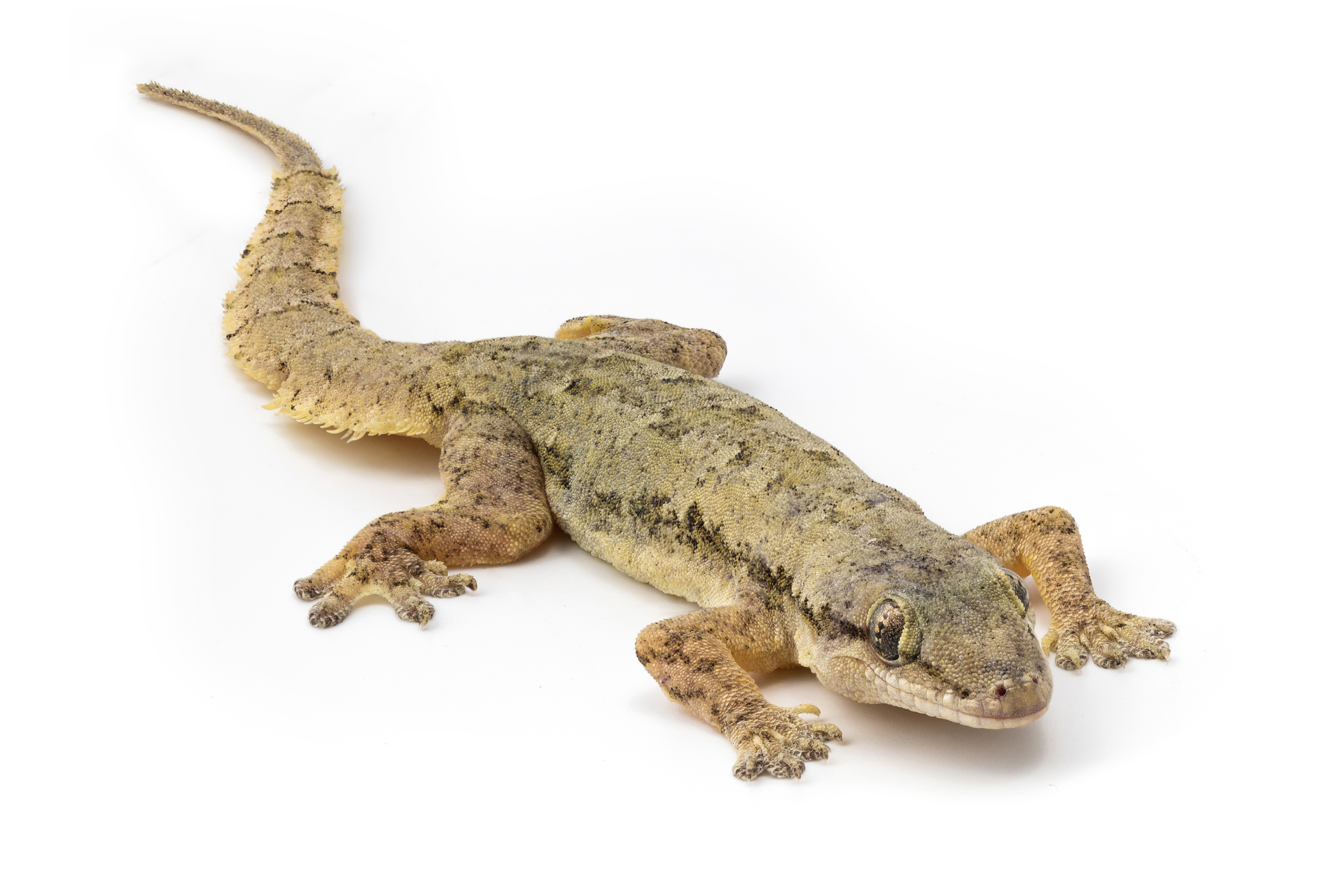
A volte Hemidactylus platyurus (questa foto) può essere erroneamente identificato come H. frenatus.

Questa specie è originaria di Asia meridionale, sud-est asiatico e arcipelago indo-malese; a seguito di ripetute introduzioni da parte dell'uomo, il suo areale si è esteso a Taiwan, alle isole Ryukyu, alle Filippine, a diverse isole di  Polinesia, Micronesia e Melanesia; popolazioni sono presenti anche in Italia, Australia, Africa orientale, Madagascar e altre isole dell'oceano Indiano, Messico e Stati Uniti d'America.